# Politiske doktriner
En politisk doktrin er en erklæring, der indeholder principielle standpunkter for en stats udenrigs- og sikkerhedspolitik. Doktriner kan både omfatte generelle sikkerheds- og trusselbilleder og mere konkrete forskrifter for militære operationer. 
Sammenlign med den religiøse brug af begrebet doktrin.

## Politiske doktriner
- Monroedoktrinen etablerede Nord- og Sydamerika som USA's interessesfære.
- Trumandoktrinen havde til mål at forhindre kommunismen i at brede sig efter 2. verdenskrig.
- Brezjnevdoktrinen eller "princippet om begrænset suverænitet" gik ud på at østbloklandene kun i et vist omfang havde selvstyre.
- MAD-doktrinen (Mutual Assured Destruction, gensidigt garanteret ødelæggelse) handlede om at USA og Sovjet gensidigt afskrækkede hinanden fra at bruge atomvåben, fordi ingen af parterne kunne standse alle modpartens våben.
- Eisenhowerdoktrinen er en opfølgende erklæring, som supplerer MAD-doktrinens generelle betragtninger på sikkerhedsbilledet i 1950'erne med konkrete forskrifter for USA's militære indsats i Mellemøsten.
- Hallsteindoktrinen fastlagde, at Vesttyskland ikke ville acceptere andre landes anerkendelse af DDR.
- Carterdoktrinen udpegede Den Persiske Golf som et område af vital betydning for USA, hvor aggression om nødvendigt vil blive imødegået med militær magt.
- Kirkpatrickdoktrinen omhandlede tilbagerulningen af kommunistmen. Blev ført under Reagan. Man opererede ud fra en "ABC-strategi" (anybody but communists, alle andre end kommunister) og støttede derved alle der var deres fjenders fjender, uagtet deres øvrige politiske eller menneskelige overbevisning.
- Reagandoktrinen Blev ført sideløbende med Kirkpatrick doktrinen og gik på at benytte militærbudgettet sikkerhedspolitisk. Ved at hæve militærbudgettet, drænede man Sovjets økonomiske beholdninger, ved det, at de naturligt ville søge at matche de amerikanske militærbudgetter.
- Powelldoktrinen. Hovedbudskabet i denne er at hvis en nation angriber en anden, skal man have og bruge overvældende magt for at minimere sine tab, samt et klart defineret mål med krigen og for tilbagetrækning. En gentagelse af Vietnam-krigen skal forhindres!
- Bush-doktrinen, hvis vigtigste element er anvendelse af præventive angreb på potentielt farlige stater.

## Danske politiske doktriner
Der er ikke tradition for officielt at betegne danske udenrigspolitiske erklæringer som doktriner. Der findes imidlertid flere eksempler på, at erklæringer om udenrigs- og sikkerhedspolitik er formuleret således, at de har karakter af doktrin.
Ved Danmarks tiltræden af Atlantpagten udtalte statsminister Hans Hedtoft:
"Vi, der bekender os til demokratiet, har grund til at mærke os, at der i Østeuropa i dag ikke findes et eneste ikke-kommunistisk parti, der betyder noget. De ikke-kommunistiske partiledere, som har holdt ryggen rank, er i dag tvunget til passivitet, sidder i fængsel eller koncentrationslejre eller er henrettet."
Nogle af de dagsordener, det alternative flertal i Folketinget vedtog som led i fodnotepolitikken er formuleret som sikkerhedspolitiske grundprincipper og er derfor beslægtede med doktriner.
Daværende statsminister Anders Fogh Rasmussens tale ved 60. års dagen for augustoprøret 1943 sammenkæder historien og den aktuelle sikkerhedspolitik på en måde, som giver den karakter af en doktrin.
" I kampen mellem demokrati og diktatur kan man ikke stå neutralt. Man må tage stilling for demokratiet og mod diktaturet. Det er på dette punkt, at den aktive tilpasningspolitik udgjorde et politisk og moralsk svigt (...) Alt for ofte i historiens løb har vi danskere blot sejlet under bekvemmelighedsflag og ladet andre slås for vor frihed og fred. Læresætningen fra 29. august 1943 er, at hvis man mener noget alvorligt med vore værdier, med frihed, demokrati og menneskerettigheder, så må vi også selv yde et aktivt bidrag til at forsvare dem."